# اموگنی
اموگنی (به فرانسوی: Ameugny) یک کمون در فرانسه است که در Canton of Saint-Gengoux-le-National واقع شده‌است.

## خصوصیات
اموگنی ۶٫۴۷ کیلومترمربع مساحت و ۱۴۸ نفر جمعیت دارد و ۲۱۶ متر بالاتر از سطح دریا واقع شده‌است.